# 木星内部衛星群
木星内部衛星群（もくせいないぶえいせいぐん）は木星の衛星のグループである。木星に最も近い軌道を公転するグループである。
なお、本稿に関しては、正式な名前が存在しないので、英語版の名称である “Inner satellites of Jupiter” を直訳してタイトルとしている。グループの中で最大の衛星の名を取ってアマルテア群と呼ぶのは、一般的となっていない。
グループに属する衛星は4個発見されている。
- メティス
- アドラステア
- アマルテア（グループの中で一番大きい衛星）
- テーベ

## 特徴
木星に最も近い領域を公転しているため公転周期が短く、内側のメティスとアドラステアの公転周期は木星の自転周期よりも短い。そのため潮汐力によって軌道は徐々に内側へと縮小していると考えられる。
地上からの観測によって発見されたのは最も大きいアマルテアのみであり、その他の3個はボイジャー1号が木星をフライバイした際に撮影された写真の中から発見された。また質量が測定されているのもアマルテアのみであり、これは木星探査機ガリレオのフライバイ観測による測定である。
これら4つの衛星は、木星の環の形成と維持に大きく関わっていると考えられる。これらの衛星の表面への小規模な隕石衝突によって発生した塵は衛星の重力を振り切って周囲にばらまかれ、木星の環を構成する成分となる。例えばメティスとアドラステアは、木星の主環の成分の供給源になっていると考えられている。また、アマルテアから放出された塵によってアマルテア・ゴサマー環が、テーベから放出された塵によってテーベ・ゴサマー環が形成されている。また十分な観測データが得られず表面の詳細が分かっていないアドラステアを除く3衛星では、衛星表面の明るさに明確な非対称性が存在するという共通点が見られる。それは、公転方向に先行する側の半球は後行する側の半球よりも1.3倍程度明るい表面を持つという特徴である。この非対称性は、これらの衛星が木星に近い場所を公転しているため公転速度が大きく周辺の粒子との衝突速度が大きいことと、先行半球側でそのような衝突が多数発生することにより、天体内部の明るい物質(おそらくは氷)が表面に露出していることが原因だと考えられている。

## ギャラリー
（探査機「ガリレオ」による撮影）

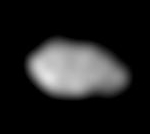
メティス
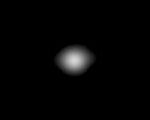
アドラステア
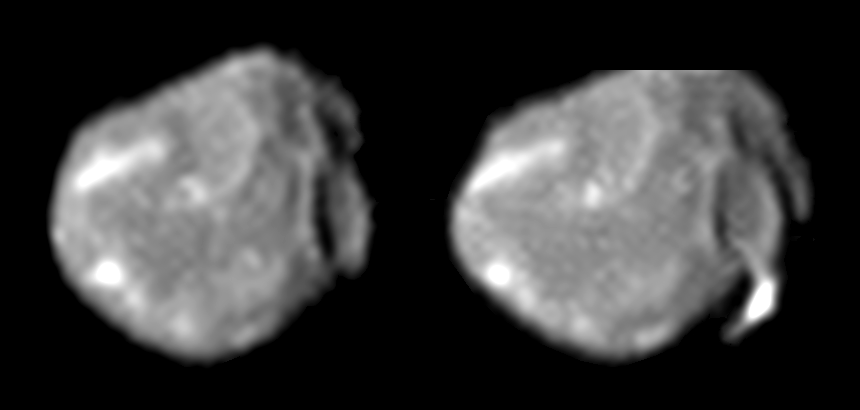
アマルテア
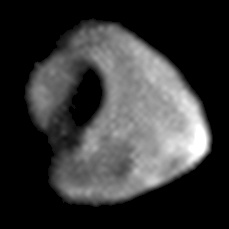
テーベ